# Smeringochernes
Smeringochernes es un género de arácnido  del orden Pseudoscorpionida de la familia Chernetidae.

## Especies
Las especies de este género son::
- - Smeringochernes carolinensis Beier, 1957
  - Smeringochernes aequatorialis (Daday, 1897)
  - Smeringochernes greensladeae Beier, 1966
  - Smeringochernes guamensis Beier, 1957
  - Smeringochernes navigator (Chamberlin, 1938)
  - Smeringochernes novaeguineae Beier, 1965
  - Smeringochernes pauperculus Beier, 1970
  - Smeringochernes plurisetosus Beier, 1966
  - Smeringochernes salomonensis Beier, 1964
  - Smeringochernes yapensis Beier, 1957
  - Smeringochernes zealandicus Beier, 1976